# 8 Dywizja Piechoty (PSZ)
8 Dywizja Piechoty (8 DP) – wielka jednostka piechoty Polskich Sił Zbrojnych w ZSRR.

## Formowanie i dyslokacja
8 grudnia 1941 dowódca Polskich Sił Zbrojnych w ZSRR, gen. dyw. Władysław Anders wydał wytyczne do organizacji między innymi 8 Dywizji Piechoty według etatów brytyjskich. W początkowym okresie zamiast trzech pułków piechoty dywizja miała miać tylko dwa. Uzbrojenie, wyposażenie i umundurowanie dostarczyć mieli Brytyjczycy.
W styczniu 1942 w miejscowości Czokpak (Kazachska Socjalistyczna Republika Radziecka) rozpoczęto formowanie jednostki 8 DP. W ocenie Oddziału III Sztabu PSZ w ZSRR dywizja miała zakończyć szkolenie przygotowawcze bez broni do 1 czerwca 1942 i być gotowa do przyjęcia broni angielskiej.
Dywizja opuściła ZSRR w ramach pierwszej ewakuacji w dniach 24 marca – 4 kwietnia 1942 nie osiągnąwszy gotowości organizacyjnej. W Iraku nie została odtworzona. W połowie października 1942 do Obozu Rozdzielczego w Auchtertool w Szkocji przybyło około 5 tys. żołnierzy dywizji, którzy uzupełnili jednostki Polskich Sił Zbrojnych w Wielkiej Brytanii.

## Organizacja i obsada personalna
- Dowództwo 8 Dywizji Piechoty
  - dowódca - płk dypl. Bronisław Rakowski[3]
- 20 pułk piechoty
- 24 pułk piechoty
- 8 pułk artylerii lekkiej
- 8 pułk artylerii ciężkiej
- 8 dywizjon rozpoznawczy
- 8 dywizjon artylerii przeciwlotniczej
- 8 batalion saperów
- 8 kompania przeciwpancerna
- 8 kompania łączności
- 8 kompania żandarmerii - por. rez. piech. Jan Szymkiewicz
- 8 kompania sanitarna
- 8 kompania warsztatowa
- 8 kompania Pomocniczej Służby Kobiet
- 8 pluton samochodowy
- 8 pluton transportowo—kolejowy
- Ośrodek Oddziałów Specjalnych
- szpital polowy
- 8 kolumna przewozowa (konna)
- 8 park intendentury
- sąd polowy nr 8
  - szef sądu – ppłk aud. Ludwik Teodor Haas[4]
  - sędzia – por. aud. rez. mgr Tomasz Aleksander Targosz[5][4]
  - sędzia – por. aud. rez. Kazimierz Tomaszewski[4]
  - sędzia – por. aud. rez. mgr Stanisław Czaplicki[4]
- Komenda Uzupełnień nr 4
- stacja zborna
- referat opieki społecznej